# 叶茂菁
叶茂菁（1973年—），企业家、电影制片人。持澳大利亚国籍。

## 经历
1973年3月生于上海。祖籍浙江镇海庄市，是上海滩五金大王叶澄衷之后，父亲叶立培。1978年随父移居澳大利亚，澳大利亚华人，在澳洲获得商科学士学位。1993年以年仅22岁随父经营地产业，与父叶立培持有仲盛发展有限公司。2008年2月，接掌120亿企业，出掌天宸股份，任董事长，并身兼多个企业的董事、董事长职务。曾传为赵薇前男友。

## 电影产业
叶茂菁亦是电影电视剧制片人和投资人。1993年为电影《云南故事》出品人。2003年为电影《第101次求婚》监制。为电视剧《逆水寒》监制。为电视剧《爱在离别时》总监制。